# Trop forts !
Trop forts ! est le sixième album de la série de bande dessinée Les Simpson, sorti le 10 juin 2009, par les éditions Jungle. Il contient trois histoires : Bidon’s Band, L’homme qui avait deux femmes et Si Homer Simpson inventait le golf !